# Chiesa di Santa Maria in Broglio
La chiesa di Santa Maria in Broglio era un edificio religioso di Venezia, distrutto tra il 1810 ed il 1823. Definita in qualche antico documento anche come Santa Maria in Capo di Brolo, era in realtà più ritualmente dedicata come chiesa dell'Ascensione. Di quest'ultima titolazione rimane memoria nel toponimo di calle larga dell'Ascensione e di alcune calli o rami che da questa si dipartono. Era posta accanto alla piazza San Marco dietro l'altra distrutta chiesa di San Geminiano ovvero l'attuale ala napoleonica.

## Storia

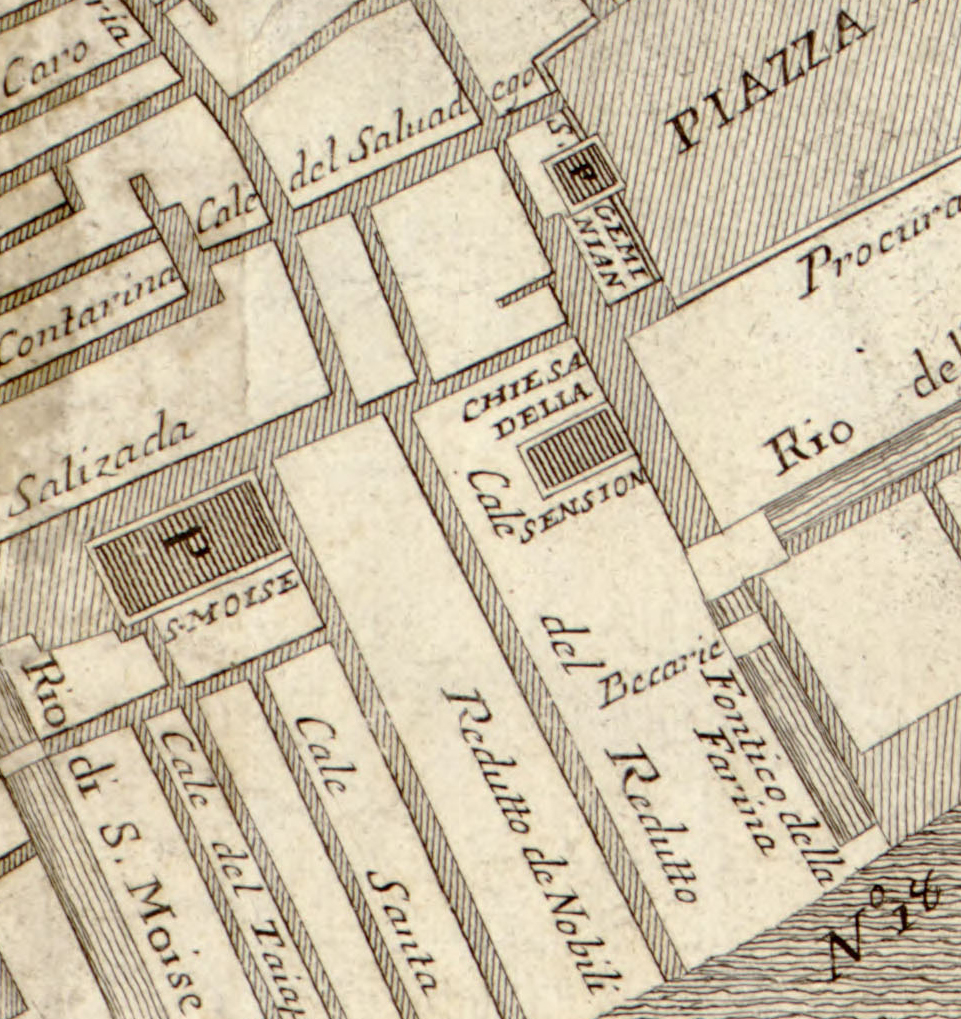
Individuazione della chiesa nella mappa di Ludovico Ughi, 1730

La definizione in Broglio prende probabilmente origine dal brolo che occupava la metà occidentale dell'attuale piazza San Marco, divisa dalla porzione verso la basilica dal rio Batario, interrato nel XII secolo sotto il doge Ziani. L'area viene indicata da Flaminio Corner come il luogo «ove solevano i Nobili aspiranti a qualche carica ridursi ad implorare i suffragj» e Giuseppe Boerio riferendosi a quest'uso, sebbene sposti un po' più verso il Palazzo Ducale il "brolo" o "brogio", azzarda ad indicarlo come origine del significato di broglio.
La chiesa fu costruita a spese della Repubblica fu concessa in possesso all'ordine dei Cavalieri templari fino al 1311, anno della loro sanguinosa soppressione. Nel 1312 dopo l'espulsione di un ultimo templare fu consegnata ai Cavalieri di Malta trasferendovi l'obbligo di ospitare nel convento gli ambasciatori stranieri di passaggio. I gerosolimitani trovarono più adatto e sufficiente come sede veneziana l'altro convento venuto in loro possesso, quello di San Giovanni Battista del Tempio, e questo lo vendettero nel 1324 ai procuratori di San Marco. Di nuovo nel 1336 vi furono introdotti in affitto alcuni frati (di un ordine rimasto ignoto) con l'obbligo di mantenere due sacerdoti e sempre quello dell'ospitalità ai diplomatici. Ormai sostituiti i religiosi dal clero secolare, il mantenimento del complesso venne assunto nel 1516 dalla Scuola dell'Ascensione che più tardi provvidero ai restauri e al rivestimento in pietra della facciata, lavori conclusi nel 1598.
A seguito dei decreti napoleonici, non essendo parrocchiale ma gestita da una confraternita, la chiesa venne chiusa il 28 ottobre 1810 e per qualche tempo fu utilizzata come magazzino.
Il campanile, considerato fatiscente in un'ordinanza del 1807, risulta già demolito nel 1810. Più lentamente ebbe lo stesso destino la chiesa. Se per la commissione di ornato «la quale ingombra la vista al reale Palazzo» ma restava necessario di reperire maggiori informazioni sull'edificio prima di autorizzarne la demolizione. Cosa che puntualmente avvenne nel 1923 dopo il «benigno rescritto della Sacra penitenziaria» di Roma con cui si rinunciava alle funzioni sacre di quell'edificio. Seguendo le fasi delle demolizioni, sugli spazi rimasti venne costruito e poi ampliato l'albergo Luna.

## Descrizione
Dell'esterno ci rimangono soltanto le immagini contenute in alcune piante prospettiche (la più chiara quella di Jacopo de' Barbari) che ci rendono riconoscibile un campanile romanico, simile a quelli tuttora esistenti di San Barnaba e Sant'Alvise, dalla cuspide conica circondata da quattro piccoli pinnacoli a raccordarsi con la cella.
Dell'interno abbiamo qualche informazione riguardo ai dipinti enumerati nelle pubblicazioni di Boschini e Zanetti.
La pala sull'altar maggiore, l'Ascensione di Pietro Mera detto il Fiammingo, non viene citata però come esistente nel libro di Zanetti del 1771, pur non snobbando questo pittore.
Risultano sempre esistenti quattro altre pale: la Piscina probatica di Andrea Celesti ; la Disputa di Gesù con i dottori di Alberto Calvetti, un allievo del Celesti; la Natività di Maria di Antonio Bellucci; l'Ingresso di Gesù a Gerusalemme di Gregorio Lazzarini. Particolarmente apprezzato fu all'epoca il soffitto con l'Ascensione di Cristo, una delle prime opere realizzate da Sebastiano Ricci dopo il ritorno a Venezia..
Di tutte le opere resta soltanto la traccia della consegna in deposito della pala del Lazzarini al santuario di Sant'Orso nel vicentino.